# Payung Teduh
Payung Teduh – indonezyjski zespół folk-popowy, założony w 2007 roku.
W skład grupy wchodzą: Abdul Aziz Comi Kariko – bas; Alejandro Saksakame – perkusja; Ivan Penwyn – guitalele, trąbka, wokal wspierający; Mohammad Istiqamah Djamad – gitara, wokal. Pod koniec 2017 roku formację opuścił wokalista Mohammad Istiqamah Djamad (Is).
Do ich przebojów należą utwory „Untuk Perempuan yang sedang di Pelukan” i „Akad”. W 2017 roku utwór „Akad” przyniósł im nagrodę AMI (Anugerah Musik Indonesia) w kategorii najlepsze alternatywne dzieło produkcyjne.

## Dyskografia
Albumy studyjne
- 2010: Payung Teduh
- 2012: Dunia Batas
- 2016: Live and Loud
- 2017: Ruang Tunggu
- 2018: Mendengar Suara